# Barbula rubriseta
Barbula rubriseta är en bladmossart som beskrevs av E. B. Bartram in E. Bauer 1936. Barbula rubriseta ingår i släktet neonmossor, och familjen Pottiaceae. Inga underarter finns listade i Catalogue of Life.